# Fatur
Fatur je priimek v Sloveniji, ki ga je po podatkih Statističnega urada Republike Slovenije na dan 1. januarja 2010 uporabljalo 284 oseb in je med vsemi priimki po pogostosti uporabe uvrščen na 1.406. mesto.

## Znani nosilci priimka
- Aleksander Fatur (1878—1946), železniški strokovnjak in ravnatelj; dr. prava
- Andrejka Fatur Videtič, zdravnica rehabilitacijske medicine
- Bogomil Fatur (1914—1990), pesnik, esejist, prevajalec
- Bogo(mil) Fatur (*1947), veterinar, dr.
- Dragotin Fatur (1895—1973), arhitekt
- Lea Fatur (1865—1943), mladinska pisateljica igralka
- Lucija Fatur, radijska novinarka
- Marko Fatur, hidrotehnik, urbanist
- Mira Fatur, veslačica
- Mojca Fatur (*1978), igralka
- Silvo Fatur (1935—2023), slavist, literarni zgodovinar, publicist
- Slavko Fatur (1922—2008), finančnik
- Tadeja Fatur, pevka zabavne glasbe
- Zorica Fatur-Fingušt (*1949), operna pevka in igralka, sopranistka